# Колообіг
«Колообіг» — радянський художній фільм 1986 року, знятий режисером Ланою Гогоберідзе на кіностудії «Грузія-фільм».

## Сюжет
У спокійно оповідальній манері розповідається про сім'ю кіноактриси: чоловік, дитина, упорядкований побут. На поверхні — доброзичливе ставлення численних друзів. Виявляючи глибину зв'язків та втрат, камера поступово руйнує ліричний настрій та відтворює портрет свого часу.

## У ролях
- Лейла Абашидзе — Манана Яшвілі, колишня кінозірка (озвучила Тамара Сьоміна)
- Лія Еліава — Русудан (озвучила Лариса Даниліна)
- Гурам Пірцхалава — Андро Чикванарі (озвучив Тимофій Співак)
- Отар Меґвінетухуцесі — Дмитро Костянтинович, професор (озвучив Володимир Балашов)
- Мегі Цулукідзе — Матіко (озвучила Тамара Совчі)
- Додо Чичінадзе — Кетеван, дружина Дмитра (озвучила Світлана Коновалова)
- Нінель Чанкветадзе — Нана, перша дружина Андро (озвучила Олександра Назарова)
- Ніно Цецхладзе — Анна, дочка Нани та Андро (озвучила Марія Овчинникова)
- Саломе Алексі-Месхішвілі — Саломе, дочка Манани (озвучила Дар'я Шпалікова)
- Леван Абашидзе — Бадрі, друг Соломії (озвучив Володимир Басов)
- Мераб Нінідзе — Іраклій, друг Соломії (озвучив Василь Маслаков)
- Гуранда Габунія — Лаура, дружина Андро (озвучила Неллі Вітепаш)
- Дареджан Харшиладзе — Ніно, віолончелістка (озвучила Ольга Григор'єва)
- Михайло Іоффе — Борис, лікар (озвучив Микола Граббе)
- Мераб Антадзе — епізод
- Натела Мачаваріані — епізод
- Тамара Схіртладзе — епізод
- Гіа Менабде — епізод
- Реваз Таварткіладзе — епізод
- Русудан Квлівідзе — епізод
- Леван Еріставі — Тенгіз, режисер на телебаченні
- Далі Мацаберідзе — епізод
- Ц. Дадіані — епізод
- Нугзар Хідурелі — епізод
- Вахтанг Танділашвілі — епізод
- Георгій Толордава — епізод
- Алеко Алавідзе — епізод
- Т. Гецадзе — епізод
- Звіад Сіхарулідзе — епізод
- Гіві Тохадзе — епізод

## Знімальна група
- Режисер — Лана Гогоберідзе
- Сценаристи — Заїра Арсенішвілі, Лана Гогоберідзе
- Оператор — Нугзар Еркомаїшвілі
- Композитор — Гія Канчелі
- Художник — Георгій Мікеладзе